# Hydrothérapie

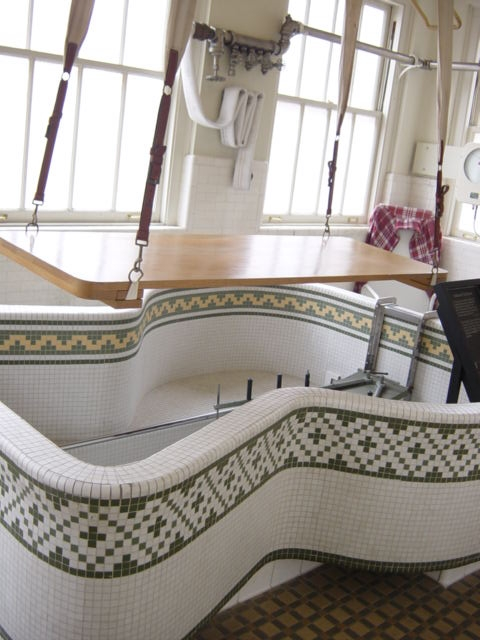
Une baignoire d'hydrothérapie avec un soulève-malade en bois.

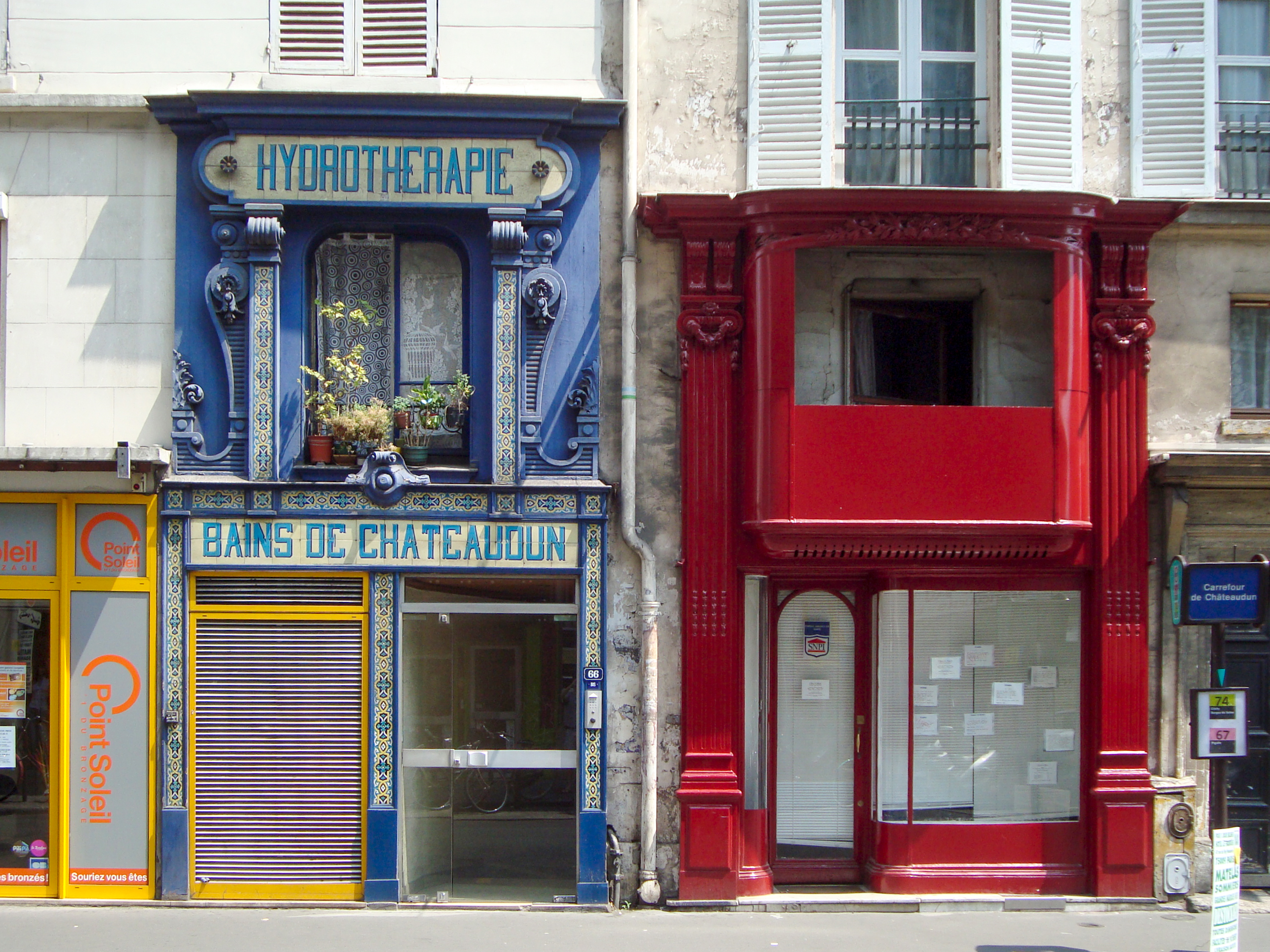
Ancienne maison d'hydrothérapie, rue du Faubourg-Montmartre à Paris.

L'hydrothérapie est une méthode thérapeutique ancienne, qui consiste à prévenir, traiter ou soigner par l'usage de l'eau. En matière de santé, ce sont les vertus de l'eau et de ses propriétés qui permettent de soigner et veiller au bon fonctionnement de l’équilibre hydrique d'un corps physique.

## Étymologie
Origine étymologique du mot hydrothérapie: du Grec : Hydro, eau et Therapia, soin.

## Historique
Il est difficile d'identifier le réel fondateur de l’hydrothérapie moderne. Le plus logique est de prêter cette invention à Vincenz Prießnitz (1799-1851) : il est  dit qu’adolescent, regardant un chevreuil ayant une patte cassée venir soigner sa blessure dans un cours d’eau (ou un étang selon les sources), il eut l’idée de plonger son doigt, blessé lors d’une coupe de bois, dans l’eau glaciale, et vécut une étrange guérison. De soins vétérinaires à base d'eau, il élargit sa palette d'offres thérapeutiques, jusqu'à la fondation d'un sanatorium dans sa maison familiale, à Gräfenberg. L’historien de la médecine Roy Porter (en) raconte que dans la seule année 1839, son sanatorium reçut des milliers de personnes. L’histoire de Prießnitz est importée en 1842 en Angleterre par plusieurs médecins, dont James Manbu Gully (1808-1883).
Le nom traditionnellement associé à l’hydrothérapie est celui de l’abbé Kneipp,. L’histoire dit que lycéen, Sebastian Kneipp contracta la tuberculose et fut condamné par son médecin traitant. C’est le livre de Johann Siegmund Hahn en pleine période de renouveau hygiéniste, qui lui redonna l’espoir ainsi que la santé en prenant des bains de rivière en plein hiver. Plus tard le « curé de la thérapie par l'eau » construisit sa méthode dite Kneipp qui repose sur cinq pratiques :
- l’hydrothérapie ;
- la phytothérapie ;
- l’activité physique ;
- la diététique ;
- et un style de vie « sain ».

D’autres prétendants au titre de fondateur de l’hydrothérapie ﬁrent ensuite leur apparition, comme Hufeland, Baldou et d’autres encore.

### En France

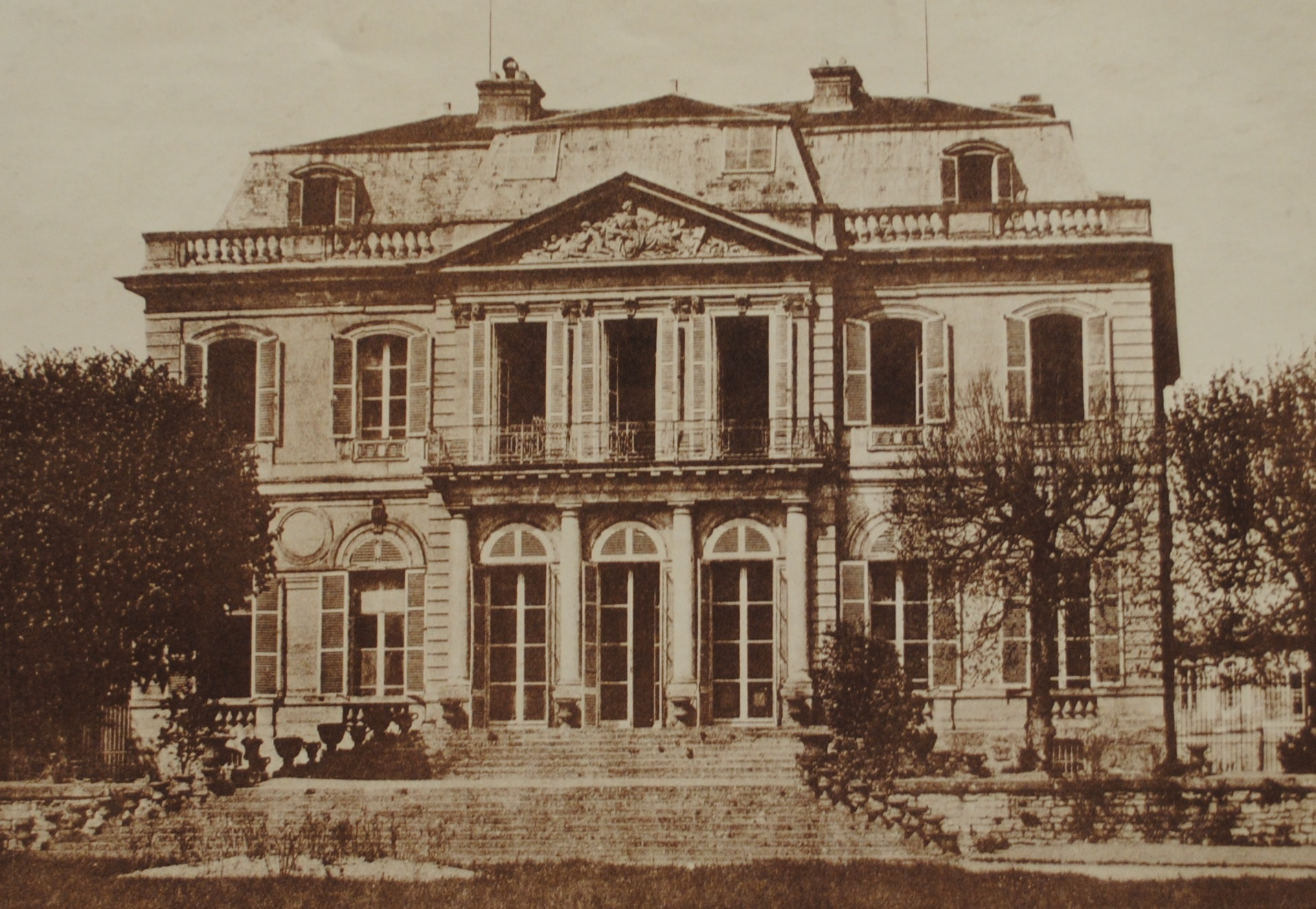
Le château d'Issy vers 1860.

En France, l'hydrothérapie de Prießnitz est introduite notamment par les docteurs Joseph Engel et Léopold Wertheim. En 1840, Engel et Wertheim, tous deux formés à l'école allemande, présentent leur théorie à l'Académie nationale de médecine, qui leur fait un très mauvais accueil et conclut à une « théorie chimérique en désaccord avec toutes nos connaissances physiologiques et pathologiques. »
Wertheim s'efforce alors de démontrer les actions bénéfiques de l'hydrothérapie sur les maladies de la peau à l'hôpital Saint-Louis où il est attaché. Cependant, les conclusions de ses expériences ne convainquent pas la majorité, les maladies choisies pour le traitement étant de nature à guérir spontanément ou à refaire surface épisodiquement.
En 1852, Wertheim fonde au château d'Issy le Grand établissement d'hydrothérapie, qui y restera implanté au moins jusqu'en 1855.

## Les différentes approches
L'hydrothérapie peut aujourd'hui se décliner en trois techniques thérapeutiques distinctes :
- la balnéothérapie : terme générique pour l'utilisation des bienfaits et techniques de soins par l'eau ; également employé pour décliner l'utilisation des bienfaits de l'eau à des fins de mécanothérapie en centre de rééducation fonctionnelle (CRF) ;
- le thermalisme : ou crénothérapie, concerne l'utilisation des eaux minérales naturelles à des fins préventives ou curatives voir de bien-être dans le cadre d'une cure thermale par exemple ;
- la thalassothérapie : utilisation dans un but préventif ou curatif du milieu marin.